# Canton de Laragne-Montéglin
Le canton de Laragne-Montéglin est une circonscription électorale française située dans le département des Hautes-Alpes et la région Provence-Alpes-Côte d'Azur.
À la suite du redécoupage cantonal de 2014, les limites territoriales du canton sont remaniées. Le nombre de communes du canton passe de 7 à 13.

## Histoire
Le décret du 20 février 2014 modifie les limites territoriales du canton. Depuis les élections départementales de 2015, le canton de Laragne-Montéglin s'est agrandi, avec les sept communes du canton de Ribiers. Toutefois, Eyguians a quitté le canton de Laragne pour rejoindre celui de Serres.

## Géographie
Dans ses limites en vigueur avant le redécoupage cantonal, ce canton était organisé autour de Laragne-Montéglin dans l'arrondissement de Gap. Son altitude variait de 460 m (Le Poët) à 1 422 m (Ventavon) pour une altitude moyenne de 636 m.

## Représentation

### Conseillers généraux de 1833 à 2015
| Période | Période      | Identité                                        | Étiquette          | Qualité |
| ------- | ------------ | ----------------------------------------------- | ------------------ | --- |
| 1833    | 1839         | Alfred Provensal                                |                    | Notaire à Laragne Elu également dans le Canton de Chorges |
| 1839    | 1848         | Jean Mathieu Tournu de Ventavon                 |                    | Avocat à Grenoble Ancien substitut du Procureur général |
| 1848    | 1852         | Alfred Provensal                                |                    | Notaire à Laragne |
| 1852    | 1867         | Edouard Jobert                                  |                    | Propriétaire à Ventavon |
| 1867    | 1879 (décès) | Louis Tournu de Ventavon                        | Extrême droite     | Avocat à Grenoble Député (1871-1876) - Sénateur (1876-1879) |
| 1879    | 1880         | Mathieu Tournu de Ventavon (frère du précédent) | Droite légitimiste | Avocat à Grenoble |
| 1880    | 1904         | Alfred Provansal                                | Républicain        | Notaire à Laragne, juge de paix à Marseille |
| 1904    | 1919         | Baptistin André                                 | Rad.               | Percepteur à Barrême (Basses-Alpes) Maire de Ventavon |
| 1919    | 1934         | Louis Abel                                      | Rad.               | Sériciculteur Maire de Laragne-Montéglin (1917-1919) |
| 1934    | 1940         | Louis Richier                                   | Rad.               | Agriculteur Maire de Lazer Nommé conseiller départemental en 1943 |
|         |              |                                                 |                    | |
| 1945    | 1951         | Louis Richier                                   | PPUS               | Agriculteur Maire de Lazer Député (1945-1946) |
| 1951    | 1976         | Arthur Audibert                                 | SFIO puis PS       | Industriel Maire de Laragne-Montéglin (1944-1973) |
| 1976    | 1982         | Marcel Rostain                                  | PS                 | Sous-directeur de C.E.S. Maire de Laragne-Montéglin (1973-1989) |
| 1982    | 1991 (décès) | Pierre Bini                                     | RPR                | Carrossier Maire de Laragne-Montéglin (1989-1991) Vice-président du Conseil général - Conseiller régional |
| 1991    | 2001         | Henriette Martinez                              | RPR                | Professeur d'italien Députée (1993-1997 et 2002-2012) Maire de Laragne-Montéglin (1991-2008 et depuis 2014) Vice-Présidente du Conseil général (1998-2001) Présidente de la communauté de communes du Laragnais (depuis 2014) |
| 2001    | 2015         | Auguste Truphème                                | DVG                | Retraité de l'agriculture Président du Conseil général (2004-2008) Maire de Laragne-Montéglin (2008-2014) Président de la communauté de communes du Laragnais (2008-2014)                                                     |

### Conseillers d'arrondissement (de 1833 à 1940)
| Période                                  | Période | Identité                   | Étiquette | Qualité |
| ---------------------------------------- | ------- | -------------------------- | --------- | --- |
| 1833                                     | 1836    | Jacques Frédéric Caillet   |           | Négociant à Laragne                                                                                         |
| 1836                                     | 1848    | Alexandre Delamorte-Féline |           | Juge de paix à Laragne                                                                                      |
|                                          |         |                            |           | |
| 1901                                     | 1913    | Laurent Aguillon           |           | Agriculteur, maire d'Upaix                                                                                  |
| 1913                                     |         | M. Richier                 | Rad.      | Maire de Laragne                                                                                            |
|                                          |         |                            |           | |
|                                          | 1940    | M. Vachier                 | Rad.      | |
| 1940                                     |         |                            |           | Les conseils d'arrondissement ont été suspendus par la loi du 12 octobre 1940 et n'ont jamais été réactivés |
| Les données manquantes sont à compléter. |         |                            |           | |

### Conseillers départementaux après 2015
| Période élective | Période élective | Mandat | Mandat   | Identité                                 | Nuance | Nuance | Qualité                                                                  |
| ---------------- | ---------------- | ------ | -------- | ---------------------------------------- | ------ | ------ | ------------------------------------------------------------------------ |
| 2015             | 2021             | 2015   | 2021     | Florent Armand                           |        | DVG    | Ingénieur, adjoint au maire de Saint-Pierre-Avez                         |
| 2015             | 2021             | 2015   | 2021     | Anne Truphème (fille d'Auguste Truphème) |        | DVG    | Professeure de mathématiques Conseillère municipale de Laragne-Montéglin |
| 2021             | 2028             | 2021   | en cours | Gerard Nicolas                           |        | DVD    | Ancien chef d'entreprise, maire de Ribiers puis de Val-Buëch-Méouge      |
| 2021             | 2028             | 2021   | en cours | Anne Trupheme                            |        | DVG    | Conseillère sortante                                                     |

#### Élections de mars 2015
À l'issue du premier tour des élections départementales de 2015, trois binômes sont en ballottage : Florent Armand et Anne Truphème (DVG, 32,03 %), Martine Garcin et Bruno Lagier (Union de la Droite, 28,09 %) et Michel Joannet et Brigitte Montet (DVD, 21,46 %). Le taux de participation est de 64,68 % (3 748 votants sur 5 795 inscrits) contre 54,61 % au niveau départemental et 50,17 % au niveau national.
Au second tour, Florent Armand et Anne Truphème (DVG) sont élus avec 52,77 % des suffrages exprimés et un taux de participation de 64,17 % (1 781 voix pour 3 742 votants et 5 831 inscrits).

#### Élections de juin 2021
Le premier tour des élections départementales de 2021 est marqué par un très faible taux de participation (33,26 % au niveau national). Dans le canton de Laragne-Montéglin, ce taux de participation est de 48,93 % (2 875 votants sur 5 876 inscrits) contre 41,95 % au niveau départemental. À l'issue de ce premier tour, deux binômes sont en ballottage : Gerard Nicolas et Anne Trupheme (Divers, 40,16 %) et Florent Armand et Julie Roux (Divers, 34,33 %).
Le second tour des élections est marqué une nouvelle fois par une abstention massive équivalente au premier tour. Les taux de participation sont de 34,3 % au niveau national, 42,97 % dans le département et 53,42 % dans le canton de Laragne-Montéglin. Gerard Nicolas et Anne Trupheme (Divers) sont élus avec 53,05 % des suffrages exprimés (1 564 voix pour 3 138 votants et 5 874 inscrits),,.

## Composition

### Composition avant 2015
Avant 2015, le canton de Laragne-Montéglin regroupait sept communes.
| Nom                           | Code Insee | Codepostal | Superficie (km2) | Population (dernière pop. légale) | Densité (hab./km2) |
| ----------------------------- | ---------- | ---------- | ---------------- | --------------------------------- | ------------------ |
| Laragne-Montéglin (chef-lieu) | 05070      | 05300      | 23,51            | 3 579 (2012)                      | 152                |
| Eyguians                      | 05053      |            | 9,37             | 229 (2012)                        | 24                 |
| Lazer                         | 05073      | 05300      | 21,98            | 340 (2012)                        | 15                 |
| Monêtier-Allemont             | 05078      | 05110      | 7,15             | 305 (2012)                        | 43                 |
| Le Poët                       | 05103      | 05300      | 15,51            | 731 (2012)                        | 47                 |
| Upaix                         | 05173      | 05300      | 23,26            | 431 (2012)                        | 19                 |
| Ventavon                      | 05178      | 05300      | 42,69            | 498 (2012)                        | 12                 |

### Composition depuis 2015
Le canton de Laragne-Montéglin regroupait treize communes.
À la suite de la fusion, au 1er janvier 2016, d'Antonaves, de Châteauneuf-de-Chabre et de Ribiers pour former la commune de Val-Buëch-Méouge, le nombre de communes descend à 11.
| Nom                                       | Code Insee | Intercommunalité        | Superficie (km2) | Population (dernière pop. légale) | Densité (hab./km2) | Modifier                                    |
| ----------------------------------------- | ---------- | ----------------------- | ---------------- | --------------------------------- | ------------------ | ------------------------------------------- |
| Laragne-Montéglin (bureau centralisateur) | 05070      | CC du Sisteronais Buëch | 23,51            | 3 566 (2022)                      | 152                | modifier les données · modifier les données |
| Barret-sur-Méouge                         | 05014      | CC du Sisteronais Buëch | 26,72            | 192 (2022)                        | 7,2                | modifier les données · modifier les données |
| Éourres                                   | 05047      | CC du Sisteronais Buëch | 26,47            | 141 (2022)                        | 5,3                | modifier les données · modifier les données |
| Lazer                                     | 05073      | CC du Sisteronais Buëch | 21,98            | 336 (2022)                        | 15                 | modifier les données · modifier les données |
| Monêtier-Allemont                         | 05078      | CC du Sisteronais Buëch | 7,15             | 296 (2022)                        | 41                 | modifier les données · modifier les données |
| Le Poët                                   | 05103      | CC du Sisteronais Buëch | 15,51            | 784 (2022)                        | 51                 | modifier les données · modifier les données |
| Saint-Pierre-Avez                         | 05155      | CC du Sisteronais Buëch | 11,37            | 33 (2022)                         | 2,9                | modifier les données · modifier les données |
| Salérans                                  | 05160      | CC du Sisteronais Buëch | 13,90            | 79 (2022)                         | 5,7                | modifier les données · modifier les données |
| Upaix                                     | 05173      | CC du Sisteronais Buëch | 23,26            | 483 (2022)                        | 21                 | modifier les données · modifier les données |
| Val Buëch-Méouge                          | 05118      | CC du Sisteronais Buëch | 68,48            | 1 342 (2022)                      | 20                 | modifier les données · modifier les données |
| Ventavon                                  | 05178      | CC du Sisteronais Buëch | 42,69            | 560 (2022)                        | 13                 | modifier les données · modifier les données |
| Canton de Laragne-Montéglin               | 0511       |                         | 281,04           | 7 812 (2022)                      | 28                 | modifier les données                        |

## Démographie

### Démographie avant 2015
| 1962  | 1968  | 1975  | 1982  | 1990  | 1999  | 2006  | 2011  | 2012  |
| ----- | ----- | ----- | ----- | ----- | ----- | ----- | ----- | ----- |
| 4 950 | 5 418 | 5 756 | 5 497 | 5 413 | 5 594 | 6 043 | 6 194 | 6 113 |

### Démographie depuis 2015
En 2022, le canton comptait 7 812 habitants, en évolution de +0,55 % par rapport à 2016 (Hautes-Alpes : +0,4 %, France hors Mayotte : +2,11 %).
| 2013  | 2018  | 2022  |
| ----- | ----- | ----- |
| 7 627 | 7 807 | 7 812 |